# Karl Ziegler
Karl Ziegler (Helsa, 26 de noviembre de 1898-Mülheim an der Ruhr, 11 de agosto de 1973) fue un químico y profesor universitario alemán galardonado con el Premio Nobel de Química del año 1963,  compartido con Giulio Natta, por su investigación en el campo de la química y la tecnología de los macropolímeros.

## Biografía
Estudió química y se doctoró en 1923 en la Universidad de Marburg. Trabajó como profesor universitario en Fráncfort y en Heidelberg, hasta que en 1943 fue nombrado director del prestigioso Instituto Max Planck  (antiguo Instituto Kaiser Wilhelm) de Investigaciones sobre el carbono, situado en la ciudad de Mülheim.
También fue profesor en el instituto RWTH de Aquisgrán.

## Investigaciones científicas
Inició sus investigaciones estudiando las reacciones entre los compuestos organometálicos, especialmente de litio, y el butadieno, y más tarde descubrió que los compuestos de aluminio se comportaban de manera análoga con el etileno. El resultado de esta investigación previa fue la fabricación en 1953 de polietileno mediante un procedimento de baja presión, según el cual el etileno forma largas cadenas de adición con el catalizador de aluminio.
Ziegler ganó el premio Nobel de química en 1963 compartiéndolo con el italiano Giulio Natta, por sus trabajos en la tecnología de los polímeros de alta masa molecular. En resumen, se pueden obtener polímeros lineales utilizando sistemas catalíticos organometálicos. El arte de la polimerización llegó a tal perfección que los plásticos, películas y fibras podían producirse prácticamente por encargo. Las aplicaciones de estos polímeros, como el polietileno y el polipropileno, son muy amplias: desde prótesis, lentes de contacto, chalecos antibalas, etc.
Entre otros premios que recibió a lo largo de su vida figura la medalla Liebig, otorgada por la Verein Deutscher Chemiker en 1935.
También trabajó en la química de los radicales químicos con carbono trivalente y en la síntesis de compuestos policíclicos como la cantaridina.